# 朝妃りお
朝妃 りお（あさひ りお、2002年10月22日 - ）は、日本のAV女優。事務所はオールプロを経て、2024年5月からDiaz Group所属。旧芸名は朝日りお。

## 来歴
2023年4月、アイデアポケット専属女優「朝日りお」としてAVデビュー。同年7月14日には、初の写真集『SUNRISE 朝日りお1st写真集』を発売。同月30日に東京・神保町の書泉グランデで写真集の発売記念イベントを開催した。
2024年5月に事務所をDiaz Groupへ移籍。また6月にマドンナの専属女優となる。
2025年2月17日週FANZA通販フロアランキングにて出演した『マドンナALL専属バスツアー2025 ハーレムを掴み取った男たちが極上の美女を独占!! 酒池肉林のお祭りはまだまだ続く!! 夢の大共演 & 大乱交FESTIVAL!! 後編』が初登場8位となる。
同年4月1日、MOODYZ（ムーディーズ）への専属移籍と、それに合わせて「朝妃りお」へ改名することを自身のSNSで発表した。

## 人物
初対面の人に対して人見知りせず、人と話すことも好きな性格だが、休日は自身を『引きこもりモード』に切り替えて、家から一切出ずに1人でぼーっと映画やドラマを観ながら過ごすこともよくあり、一度「今日は家から出ない」と決めると全く外出しなくなるため、当日アポイントメントが苦手であると明かしている。
朝日は自身について、面倒臭がりで女子力の足りない、パリピが苦手な陰キャだけど、ファンの人たちの前では可愛い私でいたいと語っている。またSNSが苦手だが、自身へのコメントは全部読むようにしており、面白いコメントや大喜利のようなコメントを貰えると嬉しいとインタビュー語っている。
趣味は映画鑑賞、漫画を読むこと、競馬。特技は体が柔らかいこと。映画はアクション映画を好み、恋愛ものはあまり見ない。また、ホラーも苦手で全く見られない。漫画は『呪術廻戦』や『僕のヒーローアカデミア』『転生したらスライムだった件』などを好む。また、毎週『週刊少年ジャンプ』を読んでいるが、連載作品の一つである『ONE PIECE』に関しては、作品の連載期間が長すぎて物語についていけなくなり読まなくなったという。漫画以外にミステリー小説も好きで、1人の時間によく読んでいた。好きな作家は東野圭吾と湊かなえ。
偶然見た競馬番組に出ていた馬が可愛かったことがきっかけになり、競馬に興味を持つようになった。自分が考えた予想が当たったり外れたりするのがゲームとして面白く、今では一人で競馬場へ行ったり、競馬新聞片手に真剣に予想したりするようになった。
中学・高校のころは吹奏楽部に所属しており、クラリネットを担当していた。吹奏楽部はゆるい部だと聞いて入部したが、入部したタイミングでコンクール入賞を目指すスパルタな方針に変わってしまい、あまり楽しい部活生活ではなかったという。初体験は中学3年生で、相手は当時の彼氏。彼には部活で忙しい合間を縫って会っていた。
デビューの動機は、以前から加美杏奈や桃乃木かなのSNSを見ており、彼女たちのように『輝く女性』になりたいと憧れを持ったため。
AVライターのサスケは「Fカップのとんがりおっぱい」、「先端がつんと上向きで見事なフォルム」と胸の形を評価している。

## 作品
◎はBD版発売作品。

### アダルトDVD / BD

#### 朝日りお 名義
- FIRST IMPRESSION 158 神様が本気を出した最高傑作!! 朝日りお（4月11日、アイデアポケット）◎
- ず～っとキスしていたいね ねっとりじっくり何度も求め合うイチャLOVEハメまくり接吻デート 朝日りお（5月9日、アイデアポケット）◎
- パンティ チラ見せで誘う… あざと可愛い女子大生にもうメロメロ…SEX沼。 朝日りお（7月11日、アイデアポケット）[2]
- キレイなお姉さんと交わすヨダレだらだらツバだくだく濃厚な接吻とセックス 朝日りお（8月8日、アイデアポケット）
- 出張先が記録的豪雨で童貞部下と突然相部屋に… 雨で濡れた身体に興奮した部下に襲われ朝まで9発のびしょ濡れ絶倫性交 朝日りお（9月12日、アイデアポケット）
- 絶頂覚醒 もうセックスなしでは生きていけない… 朝日りお（10月10日、アイデアポケット）[14]
- 死ぬほど大嫌いな上司と出張先の温泉旅館でまさかの相部屋に… 醜い絶倫おやじに何度も何度もイカされてしまった私。 朝日りお（11月14日、アイデアポケット）
- エロ痴女ナースは口内射精がお好き 魅惑のささやきは男を惑わす小悪魔極上ナース! 朝日りお（12月12日、アイデアポケット）

- 朝日りおの本気フェラ5分我慢できれば本人と即SEXし放題! in 渋谷 IPフェラ最強女優!（1月9日、アイデアポケット）
- 人気ソープ嬢に恋をしたガチ痛客の‘ボクを好きになってくれるまで帰さない’軟禁独り占めレ×プ 粘着妄想男の終わらない軟禁凌辱 朝日りお（2月13日、アイデアポケット）
- 緩急手コキといやらしい腰使いで必ず連射させてくれる回春エステサロン 朝日りお（3月12日、アイデアポケット）
- 死ぬほど嫌いな義父の大好物は女子○生のワタシでした… 犯されながら何度もイカされる屈辱レ×プ 朝日りお（4月9日、アイデアポケット）
- 神が与えし、顔面国宝―。 Madonna電撃移籍 朝日りお 大人の色気が溢れる野獣ベロキスSEX3本番（6月11日、マドンナ）◎ [6]
- 「お前の奥さんに恋人のフリをして欲しいんだ…。」 親友に懇願されて最愛の妻を貸し出した僕の最悪な結末…。 朝日りお（7月9日、マドンナ）
- 電撃移籍第3弾 中出し解禁!! 夫と子作りSEXをした後はいつも義父に中出しされ続けています…。 朝日りお（8月13日、マドンナ）
- 「りおちゃん、大きくなったね…。」 実家に帰るといつも二人の叔父さんに呼び出されて…。 朝日りお（9月10日、マドンナ）◎
- 町内キャンプNTR テントの中で何度も中出しされた妻の衝撃的浮気映像 朝日りお（10月8日、マドンナ）
- 中途の人妻社員が肉便器と化すまで、部署全員で輪姦し続ける温泉旅行。 朝日りお（11月12日、マドンナ）
- 新婚5か月、妻より先に妻の妹を孕ませてしまった…。 朝日りお（12月10日、マドンナ）

- 原作：只野めざし 夏 田舎帰りのお手伝い 全身ビチョ濡れ汗だく中出しに溺れる人妻の痴態!! 続編「秋・田舎帰りのお手伝い」 もまさかの特別実写化!! 朝日りお（1月14日、マドンナ）
- 甘い囁きに流されるまま、僕は大学を留年するまで、人妻との巣篭もりSEXに溺れて…。 朝日りお（2月11日、マドンナ）
- マドンナALL専属バスツアー2025 極上の美女を1人占めするのは僕だ!! 夢のハーレムを掴み取れ!! 総勢37名の大乱交SPECIAL!! 前編（2月25日、マドンナ）◎
- 寝取らせ串刺し輪姦 愛する妻を深奥まで犯し尽くして下さい―。 朝日りお（3月11日、マドンナ）
- マドンナALL専属バスツアー2025 ハーレムを掴み取った男たちが極上の美女を独占!! 酒池肉林のお祭りはまだまだ続く!! 夢の大共演 & 大乱交FESTIVAL!! 後編（3月25日、マドンナ）◎
- 「絶対に、3cmだけですからね…」 性欲を持て余す絶倫義父に少しの間、挿入を許したらまさかの相性抜群… 何度も絶頂を繰り返した私。 朝日りお（4月8日、マドンナ）

#### 朝妃りお 名義
- Re:Born MOODYZ専属決定! きれいなお姉さんの顔にたっぷり顔射3本番 朝妃りお（5月6日、MOODYZ）◎
- 綺麗なお姉さんの理性とバルトリン腺決壊 アクメ覚醒 淫らな汁と潮吹きダダ漏れ3本番 朝妃りお（6月3日、MOODYZ）
- 在学中、きれいな先生に呼び出され痴女られまくっていた僕たちの青春時代 朝妃りお（7月1日、MOODYZ）
- 中出ししても中出ししても垂れてくる精子を見せつけながら追い騎乗位ピストンしてくる絶倫痴女お姉さん 朝妃りお（8月5日、MOODYZ）

### アダルトVR
朝日りお 名義
- 【朝日りお初VR】長尺121分 2SEX 4コーナー!! キスしまくりおっぱい舐めまくりち○ぽいじられ放題! 朝から晩までイチャハメ神同棲（7月28日、アイデアポケット）

- 超高画質8K VR 朝日りおの『美ボディ』を堪能!! 親戚一同の温泉旅行で再会したいとこのりおさん（人妻）と 朝まで汗だくでヤリまくって 連続中出しもキメまくった一泊二日（2025年2月14日、マドンナ）

### アダルト動画配信
朝日りお 名義
- 配信限定：ナチュポケ REC：朝日りお ハメ撮り IP女優のありのまま解禁（2月25日、アイデアポケット）

### イメージDVD / BD
朝日りお 名義
- Rio sunrise the movie 朝日りお（2023年7月6日、REbecca）◎

### 写真集
朝日りお 名義
- SUNRISE 朝日りお1st写真集（2023年7月14日、ジーオーティー、撮影：塩原洋）[5] ISBN 978-4-8236-0505-5

### デジタル写真集
朝日りお 名義
- 朝日りお1st写真集『SUNRISE』増ページ【デジタル特装版】（2025年5月1日、ジーオーティー、撮影：塩原洋）※紙書籍版を再編集のうえ、未公開カットを追加した電子書籍限定版。

## 出演

### テレビ
- ちょいバラ・時空をかける男塾（2024年6月2日・9日、ABCテレビ）

### ウェブテレビ
- 鶴瓶＆ナイナイのちょっとあぶないお正月2023（2024年1月1日、ABEMA）- チャイナドレス美女[15]